# Königsdorf (Bavière)
Pour les articles homonymes, voir Königsdorf.

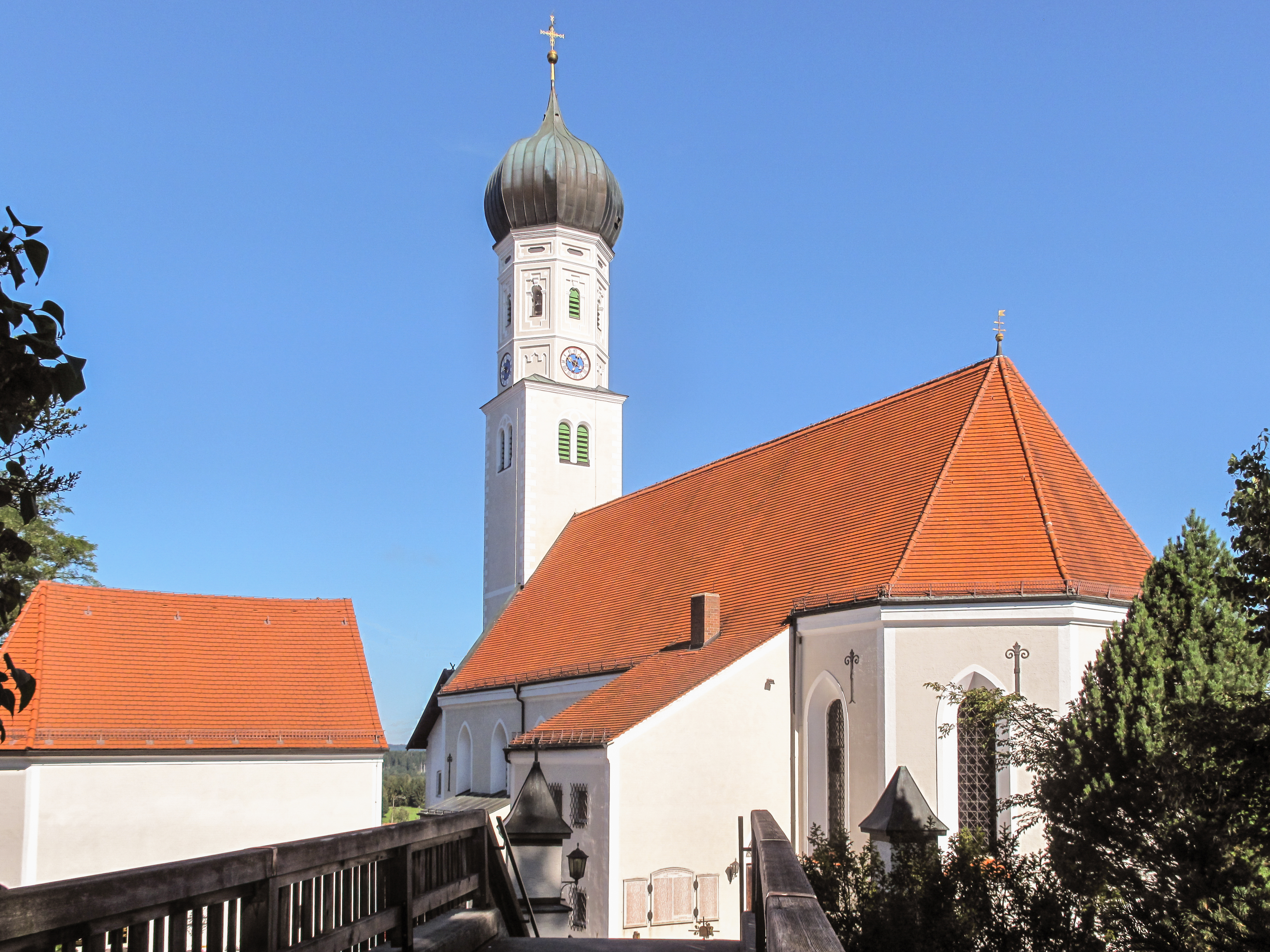
Église Saint Laurent

Königsdorf est un village de Bavière (Allemagne), située dans l'arrondissement de Bad Tölz-Wolfratshausen, dans le district de Haute-Bavière.